# Jenny Bae
Jenny Bae (* 1980) je korejská houslistka.

## Osobní život
V roce 2000 koncertovala na dobročinném mírovém koncertu s Lucianem Pavarottim v Soulu. Poté vystoupila na Rheingau Musik Festival a absolvovala turné po Německu a Polsku, mimo jiné nahrála Mendelssohnův Houslový koncert e moll. V italské Modeně se zúčastnila Pavarottiho koncertu Pavarotti and Friends, kde vystoupila s kapelou Deep Purple. Následně nahrála duety s dalšími hudebníky jako byli Eric Clapton, Lionel Richie a Brian May ze skupiny Queen.
V roce 2007 byla vyzvána generálním tajemníkem OSN Pan Ki-munem k proslovu před Valným shromážděním jako velvyslankyně Mezinárodního červeného kříže, který pronesla po předřečnících Enniu Morriconem, Lou Reedovi, Patu Methenym, dalajlámovi Tändzinu Gjamcchovi a George Clooneym. Byla také jmenována velvyslankyní pro Zasedání laureátů Nobelovy ceny míru.
Stala se jedním z hostů koncertu v Royal Albert Hall spolu s Lucianem Pavarottim, Brianem Mayem aj. Dvě z nahrávek u labelu Universal Korea dosáhly na 1. místo v Jižní Koreji. S Zuccherem nahrála cover verzi skladby Everybody's Got To Learn Sometime.